# Baxian Shan
Baxian Shan (chinesisch 八仙山 ‚Berg der acht Unsterblichen‘) ist ein 123 m hoher Hügel an der Ingrid-Christensen-Küste des ostantarktischen Prinzessin-Elisabeth-Lands. In den Larsemann Hills ragt er unweit des Ostufers der Barry Jones Bay auf. Ein vereistes Kar trennt ihn vom östlich benachbarten Tumbledown Hill.
Chinesische Wissenschaftler benannten ihn 1993 im Zuge von Vermessungs- und Kartierungsarbeiten nach Heiligen der chinesischen Mythologie und des Daoismus.